# Sortkommen
Sortkommen (Nigella sativa) er en enårig, urteagtig plante med en opret, spinkel vækst. Frøene indeholder skarpt smagende stoffer, og bruges derfor som krydderi, især på brød inden for det mellemøstlige køkken.

## Beskrivelse
Stænglen er glat og rund i tværsnit. Bladene er spredtstillede og dobbelt snitdelte med linjeformede, helrandede afsnit. Oversiden er grågrøn med en tydelig, forsænket midterribbe, mens undersiden er lysegrøn. 
Blomstringen sker i maj-juni, hvor de store blomster findes endestillet på skuddet. De er regelmæssige og 5-tallige med 5-10 hvide eller svagt lyseblå kronblade. Frugterne er kapsler med talrige, sorte frø.
Rodsystemet består af en slank pælerod med fine siderødder. 
Højde x bredde og årlig tilvækst: 0,30 x 0,20 m (30 x 20 cm/år).

## Hjemsted
Planten er naturligt udbredt i Nordafrika, Mellemøsten, Indien og Sydeuropa, men den findes naturaliseret overalt, hvor den kan dyrkes. Arten er knyttet til voksesteder i fuld sol eller let skygge med en tør, veldrænet og kalkrig jord. 
På Alykihalvøen ved Thasos findes den sammen med bl.a. Aegilops speltoides, almindelig ildtorn, merian, bredbladet timian, flyvehavre, håret flitteraks, kornridderspore, kyskhedstræ, lægesalvie, mørk kongelys, sortfyr, steneg og ædelkortlæbe
| Portal | Portal:Botanik |

## Note
1. ↑  Egne iagttagelser sommeren 2007. Sten Porse